# Lehann Fourie
Lehann Fourie (ur. 16 lutego 1987 w Heidelbergu) – południowoafrykański lekkoatleta, płotkarz, medalista uniwersjady, rekordzista Afryki w biegu na 110 metrów przez płotki, olimpijczyk.
W 2005 podczas mistrzostw Afryki juniorów Fourie zdobył brązowy medal na 110 metrów przez płotki oraz złoto w sztafecie 4 × 100 metrów. Rok później bez powodzenia startował na mistrzostwach świata juniorów w Pekinie. W 2009 wywalczył srebro w biegu na 110 metrów przez płotki podczas uniwersjady w Belgradzie. Nie udało mu się przebrnąć przez eliminacje w trakcie trwania mistrzostw świata w Berlinie. Rok później zdobył złoty medal w sztafecie 4 × 100 metrów podczas mistrzostw kontynentu. Bez powodzenia startował na mistrzostwach globu w Daegu. W 2012 zajął 7. miejsce w finale biegu na 60 metrów przez płotki podczas halowych mistrzostw świata w Stambule. W tym samym roku wywalczył złoto mistrzostw Afryki i zajął 7. miejsce podczas igrzysk olimpijskich w Londynie. W ostatnim występie w sezonie 2012 wziął udział w mityngu Diamentowej Ligi – Memorial Van Damme w Brukseli, na którym ustanowił nowy rekord Afryki (13,24).

## Osiągnięcia
| Rok  | Impreza                     | Miejsce    | Konkurencja                     | Lokata     | Wynik |
| ---- | --------------------------- | ---------- | ------------------------------- | ---------- | ----- |
| 2005 | Mistrzostwa Afryki juniorów | Radis      | sztafeta 4 × 100 metrów         | 1. miejsce | 40,60 |
| 2005 | Mistrzostwa Afryki juniorów | Radis      | bieg na 110 metrów przez płotki | 3. miejsce | 14,23 |
| 2006 | Mistrzostwa świata juniorów | Pekin      | bieg na 110 metrów przez płotki | eliminacje | 14,25 |
| 2009 | Uniwersjada                 | Belgrad    | bieg na 110 metrów przez płotki | 2. miejsce | 13,66 |
| 2009 | Mistrzostwa świata          | Berlin     | bieg na 110 metrów przez płotki | eliminacje | 13,67 |
| 2010 | Mistrzostwa Afryki          | Nairobi    | bieg na 110 metrów przez płotki | –          | DNF   |
| 2010 | Mistrzostwa Afryki          | Nairobi    | sztafeta 4 × 100 metrów         | 1. miejsce | 39,12 |
| 2011 | Mistrzostwa świata          | Daegu      | bieg na 110 metrów przez płotki | eliminacje | 13,86 |
| 2012 | Halowe mistrzostwa świata   | Stambuł    | bieg na 60 metrów przez płotki  | 7. miejsce | 7,69  |
| 2012 | Mistrzostwa Afryki          | Porto-Novo | bieg na 110 metrów przez płotki | 1. miejsce | 13,60 |
| 2012 | Igrzyska olimpijskie        | Londyn     | bieg na 110 metrów przez płotki | 7. miejsce | 13,53 |

## Rekordy życiowe
- Bieg na 60 metrów przez płotki (hala) – 7,64 (Boston, 2012)
- Bieg na 110 metrów przez płotki – 13,24 (Bruksela, 2012) były rekord Afryki.